# Greiendorf
Greiendorf ist ein Gemeindeteil der Stadt Höchstadt an der Aisch im Landkreis Erlangen-Höchstadt (Mittelfranken, Bayern). Greiendorf liegt in der Gemarkung Sterpersdorf.

## Geografie
Das Dorf liegt am rechten Ufer der Aisch. Gegenüber mündet die Kleine Weisach in die Aisch. Im Osten schließen sich Acker- und Grünland an. Im Nordosten wird die Flur Schelleite genannt, im Südwesten Brühl. Im Süden befinden sich der Eichelberg (296 m ü. NHN) und der Holzberg (290 m ü. NHN). Eine Gemeindeverbindungsstraße verläuft nach Sterpersdorf zur Kreisstraße ERH 18 (0,6 km südwestlich) bzw. zur Bundesstraße 470 beim Höchstadter Gewerbegebiet (1,3 km nordöstlich).

## Geschichte
Der Ort wurde im Würzburger Lehenbuch von 1303 als „Cridorf“ erstmals urkundlich erwähnt. In der Urkunde wurde Apel von Thüngfeld als Lehensträger des Zehnten genannt. 1357 war dieser Zehnt als Hohenloher Lehen in der Hand Ulrichs von Lauffenholz. 1479 erhielt Hans von Lauffenholz die Casteller Lehen. 1510 erkaufte Silvester von Schaumberg dort und in Weidendorf grundherrliche Ansprüche. Seit 1612 war das Hochstift Bamberg alleiniger Grundherr über die zehn Lehengüter des Ortes. Während des Dreißigjährigen Kriegs raubten im Jahr 1626 kaiserliche Truppen das Vieh der Gemeinde, die Offiziere ließen am folgenden Tag eine Entschädigung zahlen. Nach dem Krieg war der Ort verödet. Die heutige Einöde Greienmühle gehörte ursprünglich zum Hofverband Greiendorf.
Gegen Ende des 18. Jahrhunderts gab es in Greiendorf 6 Anwesen (1 Mühle, 2 Höfe, 3 Gütlein). Das Hochgericht übte das bambergische Centamt Höchstadt aus. Die Dorf- und Gemeindeherrschaft sowie die Grundherrschaft über alle Anwesen hatte das Kastenamt Höchstadt.
Im Rahmen des Gemeindeedikts wurde Greiendorf dem 1808 gebildeten Steuerdistrikt Sterpersdorf und der 1818 gegründeten Ruralgemeinde Sterpersdorf zugewiesen.
Am 1. Mai 1978 wurde Greiendorf im Zuge der Gebietsreform in die Stadt Höchstadt an der Aisch eingegliedert.

### Einwohnerentwicklung
| Jahr      | 001819 | 001861 | 001871 | 001885 | 001900 | 001925 | 001950 | 001961 | 001970 | 001987 |
| Einwohner | 37 *   | 52     | 34     | 56     | 36     | 57     | 52     | 38     | 47     | 40     |
| Häuser    |        |        |        | 10     | 7      | 10     | 8      | 8      |        | 12     |
| Quelle    | [ 9 ]  | [ 10 ] | [ 11 ] | [ 12 ] | [ 13 ] | [ 14 ] | [ 15 ] | [ 16 ] | [ 17 ] | [ 1 ]  |

## Religion
Der Ort ist römisch-katholisch geprägt und war ursprünglich nach St. Georg (Höchstadt an der Aisch) gepfarrt, seit Anfang des 20. Jahrhunderts ist die Pfarrei St. Vitus (Sterpersdorf) zuständig. Die Einwohner evangelisch-lutherischer Konfession sind nach St. Oswald (Lonnerstadt) gepfarrt.